# Vista perfecta
«Vista perfecta» es el quinto episodio de la primera temporada de la serie de televisión chilena Los 80. Este capítulo obtuvo un peak de 24,2 puntos a las 22:59 (UTC-4), con un promedio de 22,3 puntos.
La trama de este capítulo se ambienta a principios de diciembre de 1982, teniendo como hecho importante la Teletón 1982, que se promocionó como la última en realizarse.

## Trama
Martín está siendo probado para lograr ingresar a la FACH, por lo que se le hacen pruebas de vista y de ejercitación en donde le va excelente. Luego, se le pide el informe acreditando que pasó de curso, por lo que Martín se preocupa, más tarde se le pide a Juan que pague $5.000 pesos ($50.000 actuales) para pasar a la siguiente etapa.
Al llegar, Claudia les dice que Ana salió con una clienta, por lo que Juan se enoja. Al llegar, Juan enojado con ella le habla de mala manera sobre Martín, después le habla sobre que está abandonando a la familia.
En el liceo, Félix logra pasar de curso, pero Martín corre el peligro de repetir tercero medio. Mientras tanto, Juan habla con Don Farid para que lo contrate, y éste le dice que lo pensará, pero se da cuenta de que Juan conoce mucho sobre tela, por lo que decide contratarlo. Ya en casa, Martín se encuentra preocupado, mientras que Juan está feliz por su nuevo trabajo, contagiándole la alegría a Ana, Claudia y Félix. Rato después, llega Francisco a la casa a buscar a Claudia, pero Juan no se muestra muy contento.
Juan y Ana hablan sobre el trabajo, pero Juan le dice que ahora que él tiene trabajo Ana podrá dejar de trabajar, pero Ana le contradice diciendo que quiere seguir trabajando. En tanto Martín estudia para el último examen para pasar de curso. Félix se da cuenta de que Martín se sacó un 3.5 en matemáticas y está a punto de repetir, Martín le promete cosas para guardar su silencio.
Mientras, Francisco y Claudia se dirigen al mítico Café del Cerro, mientras ellos hablan, Francisco hace notar su interés hacia Claudia, allí Francisco pregunta sobre Martín y le dice que a todos los soldados les lavaban el cerebro, Claudia se preocupa. Al irla a dejar, Francisco le dice que si le puede dar un beso de la buena suerte, allí la pareja se da su primer beso.
Al día siguiente, Exequiel está en su nuevo trabajo vendiendo dólares. En tanto Bruno le explica a Félix que fue sobornado, y eso era algo malo. Exequiel llega al trabajo de Juan, en donde este último le dice que vender dólares era peligroso y podía ir preso. En casa, Félix y Martín hablan sobre la posibilidad de repetir, Félix le dice a Martín que Claudia le puede ayudar.
En casa Félix comienza a decirle a Martín que no quiere ser un "sobornado", Ana los escucha y se entera de que Martín está a punto de repetir, en la tarde Juan reta a Martín, Claudia interviene diciéndole que ella le puede ayudar. Más tarde Juan y Ana hablan, Juan insinúa que los problemas que suceden es por culpa de que Ana, quien se encuentra fuera de la casa, por su trabajo.
Al día siguiente Ana y Claudia hablan, allí Claudia le dice que debe seguir trabajando y que no ceda ante su padre. A la noche, Martín hace un "torpedo" (papel con el contenido sin autorización del profesor en la prueba) en el lápiz, al día siguiente el 10 de diciembre de 1982, Juan le pide el lápiz a Martín, y se lo cambia por uno de la "suerte". En el liceo, Martín comienza la prueba. En el local, Don Farid le dice a Juan que la mujer tiene que quedarse en la casa, en tanto Nancy habla con Ana por si quiere seguir en el negocio. Félix en su convivencia roba unos dulces para dárselos a Martín, este sale de su sala aún sin saber los resultados, la nota que debía sacarse Martín para pasar era de un 6.0, pero obtuvo un 5.8, luego de hablarle un poco, el profesor, le sube su nota a un 6.0 (no mostrado en la serie). Félix, que lo esperaba fuera de su sala de clases, le pregunta cómo le fue, a lo que Martín responde: "Me la subió, pasé, pasé...".
En el almuerzo, Juan y Exequiel comienzan a hablar, allí Exequiel le dice a Juan que él fue criado por su madre sola, ya que su padre no estuvo con ellos, su madre logró sacarlo adelante sola, esto hace cambiar de opinión a Juan. En casa Juan felicita a Martín por su nota y agradece a Claudia su ayuda, luego, Ana le dice que quiere hablar con él. En el patio, Ana le dice lo bueno de que ella trabaje, Juan le dice que bueno que trabaje, pero Ana sigue explicándole los asuntos, Juan le reitera que dice bueno, Ana sorprendida le agradece y sigue trabajando.
El capítulo termina con Juan, Martín y Félix viendo la Teletón.

## Título
El título viene del principio del capítulo, cuando Martín daba las pruebas para ingresar a la escuela de aviación, en donde en el control de la vista, el doctor le dijo que tenía una "vista perfecta".